# نيكول شالر
نيكول شالر (بالألمانية: Nicole Schaller)‏ هي لاعبة كرة الريشة سويسرية، ولدت في 10 مايو 1993.

## وصلات خارجية
- نيكول شالر على موقع BWF.tournamentsoftware.com (الإنجليزية)
- نيكول شالر على موقع BWFbadminton.com (الإنجليزية)